# Abdellah Semmat
 (août 2024).
La mise en forme du texte ne suit pas les recommandations de Wikipédia : il faut le « wikifier ».
Les points d'amélioration suivants sont les cas les plus fréquents. Le détail des points à revoir est peut-être précisé sur la page de discussion.
- Les titres sont pré-formatés par le logiciel. Ils ne sont ni en capitales, ni en gras.
- Le texte ne doit pas être écrit en capitales (les noms de famille non plus), ni en gras, ni en italique, ni en « petit »…
- Le gras n'est utilisé que pour surligner le titre de l'article dans l'introduction, une seule fois.
- L'italique est rarement utilisé : mots en langue étrangère, titres d'œuvres, noms de bateaux, etc.
- Les citations ne sont pas en italique mais en corps de texte normal. Elles sont entourées par des guillemets français : « et ».
- Les listes à puces sont à éviter, des paragraphes rédigés étant largement préférés. Les tableaux sont à réserver à la présentation de données structurées (résultats, etc.).
- Les appels de note de bas de page (petits chiffres en exposant, introduits par l'outil «  Source ») sont à placer entre la fin de phrase et le point final[comme ça].
- Les liens internes (vers d'autres articles de Wikipédia) sont à choisir avec parcimonie. Créez des liens vers des articles approfondissant le sujet. Les termes génériques sans rapport avec le sujet sont à éviter, ainsi que les répétitions de liens vers un même terme.
- Les liens externes sont à placer uniquement dans une section « Liens externes », à la fin de l'article. Ces liens sont à choisir avec parcimonie suivant les règles définies. Si un lien sert de source à l'article, son insertion dans le texte est à faire par les notes de bas de page.
- La présentation des références doit suivre les conventions bibliographiques. Il est recommandé d'utiliser les modèles {{Ouvrage}}, {{Chapitre}}, {{Article}}, {{Lien web}} et/ou {{Bibliographie}}. Le mode d'édition visuel peut mettre en forme automatiquement les références.
- Insérer une infobox (cadre d'informations à droite) n'est pas obligatoire pour parachever la mise en page.

Pour une aide détaillée, merci de consulter Aide:Wikification.
Si vous pensez que ces points ont été résolus, vous pouvez retirer ce bandeau et améliorer la mise en forme d'un autre article.
 (janvier 2017).
Si vous disposez d'ouvrages ou d'articles de référence ou si vous connaissez des sites web de qualité traitant du thème abordé ici, merci de compléter l'article en donnant les références utiles à sa vérifiabilité et en les liant à la section « Notes et références ».
Abdellah Semmat est un footballeur international marocain né en 1951 à Marrakech, actif au cours des années 1970.

## Biographie
Abdellah Semmat reçoit des sélections en équipe du Maroc entre 1975 et 1979.
Il participe avec l'équipe du Maroc à deux Coupes d'Afrique des nations, en 1976 et 1978. Il joue cinq matchs lors de l'édition 1976 organisée en Éthiopie. Le Maroc remporte cette compétition en devançant la Guinée d'un point. Lors de l'édition 1978 qui se déroule au Ghana, il joue deux matchs, en étant cette fois-ci éliminé au 1er tour.
En décembre 1976, il dispute un match contre la Tunisie, rentrant dans le cadre des éliminatoires du mondial 1978.

## Liste des sélections A en équipe du Maroc
1. 13/07/1975 Maroc - Ghana Casablanca 2 - 0 (6 - 5) Elim. CAN 1976
2. 01/03/1976 Maroc - Soudan Dire Dawa 2 - 2 CAN 1976
3. 04/03/1976 Zaire - Soudan Dire Dawa 0 - 1 CAN 1976
4. 09/03/1976 Egypte - Maroc Addis Abeba 1 - 2 2°Tour CAN 1976
5. 11/03/1976 Nigeria - Maroc Addis Abeba 1 - 2 2°Tour CAN 1976
6. 14/03/1976 Guinée - Maroc Addis Abeba 1 - 1 2°Tour CAN 1976  (Expulsé)
7. 12/09/1976 Arabie Saoudite - Maroc Riyadh 0 - 2 Amical
8. 12/10/1976 Jordanie - Maroc Damas 0 - 3 Jeux Panarabes 1976
9. 18/10/1976 Syrie - Maroc Damas 0 - 0 Jeux Panarabes 1976
10. 12/12/1976 Maroc – Tunisie Casablanca 1 - 1 Elim. CM 1978
11. 26/02/1978 Maroc – URSS Marrakech 2 - 3 Amical
12. 06/03/1978 Tunisie - Maroc Kumasi 1 - 1 CAN 1978
13. 11/03/1978 Ouganda - Maroc Kumasi 3 - 0 CAN 1978
14. 18/02/1979 Mauritanie - Maroc Nouakchott 2 - 2 Elim. CAN 1980

## Liste des matchs olympiques
1. 30/11/1975 : Tunis : Tunisie v Maroc 0 - 1 Elim. JO 1976
2. 14/12/1975 Casablanca : Maroc v Tunisie 1 - 0 Elim. JO 1976
3. 18/04/1976 : Tanger : Maroc v Nigeria 1 - 0 Elim. JO 1976

## Palmarès
- Vainqueur de la Coupe d'Afrique des nations en 1976 avec l'équipe du Maroc